# 포천 자작리 유적지

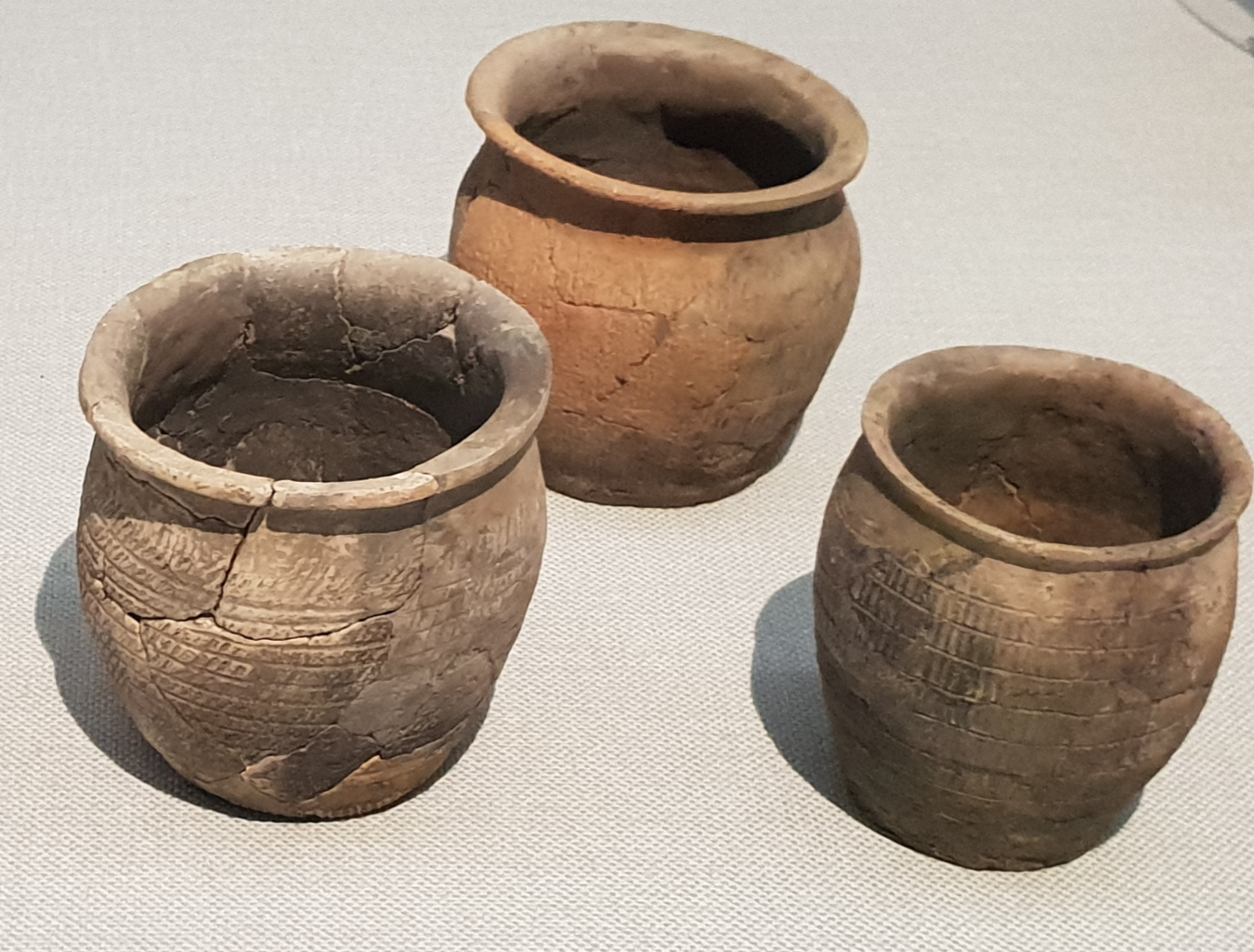
발굴된 깊은 바리토기, 경기도 박물관 소장

포천 자작리 유적지는 포천천변 충적지대에 고대부터 형성된 주거지 유적이다. 2008년 8월 27일 대한민국 경기도의 기념물 제220호로 지정되었다.
1997년 포천 광역지표조사에 의해 처음 학계에 알려지게 되었으며, 2000년 ~ 2003년 발굴 조사를 통해 한성백제시대의 지방 거점 마을 유적으로 확인되었다. 자작리 유적에서는 주거지 5동과 소형유구 6개, 굴립주 건물지 1동, 구상유구 4기 등이 발굴되었으며, 특히 2호 주거지의 경우 남북의 길이가 23.79m에 달하는 대형 움집터로 당시 자작리 유적의 마을 규모가 컷음을 알 수 있다. 그리고 유물로는 동진대 중국 청자편, 평형기대, 대형옹기, 삼발형토기 등이 출토되어 일반 마을과는 현격한 차이가 있는 독자적인 지배영역 마을로 추정된다.

## 참고 자료
- 포천 자작리 유적지 - 국가유산청 국가유산포털